# جید تیلور
جید تیلور (انگلیسی: Jade Tailor) بازیگر سینما و تلویزیون آمریکایی است که به دلیل نقش کیدی اورلاف دیاز در مجموعه تلویزیونی جادوگران شناخته می‌شود.

## زندگی شخصی
جید تیلور در هالیوود، کالیفرنیا به دنیا آمد. مادرش سالی پنسینگ، یک بازیگر اروپایی دهه هفتاد است. پدرش، تاجر اسرائیلی که زمانی در نیروهای ویژه I.D.F. مشغول خدمت بود. جید در سن بسیار جوانی اشتیاق به هنرها را نشان داد. او در طول زندگی جوانی بازیگری، آواز، موسیقی و رقص را فرا گرفت و در یک دبیرستان عمدتاً مبتنی بر هنر شرکت کرد. پس از فارغ‌التحصیلی، او برای ادامه تحصیل به نیویورک نقل مکان کرد. اندکی پس از آنکه کار حرفه ای خود را در تئاتر و فیلم‌های مستقل شروع کرد، در آنجا حضور یافت. او بعداً به لس آنجلس بازگشت تا حرفه خود را در پرده‌های بزرگ و کوچک ادامه دهد.

## حرفه
تیلور نقش کیدی را در مجموعه تلویزیونی علمی تخیلی "جادوگران"، بر اساس سه‌گانه کتاب لو گروسمن، بازی می‌کند و از فصل اول از شخصیت‌های اصلی بوده‌است.
تیلور همچنین شخصیت‌های مکرر را در سری شبکه ان بی سی ، آکواریوس مقابل دیوید دوکاونی، بازی کرد. تیلور همچنین از بازیگران مهمان در سریال خون حقیقی و وگاس است.

## فیلم‌ها

### فیلم
| سال  | عنوان                                  | نقش           | یادداشت         |
| ---- | -------------------------------------- | ------------- | --------------- |
| ۲۰۰۷ | یک روز عالی                            | فرشته / خواهر | فیلم کوتاه      |
| ۲۰۰۷ | رکس باستر                              | جنیفر         | فیلم کوتاه      |
| ۲۰۰۷ | تو خیلی مرده‌ای                         | نیکول         |                 |
| ۲۰۰۸ | تاریخچه کورتیس ترکر                    | فرشته         | فیلم کوتاه      |
| ۲۰۰۸ | تاریخچه کورتیس ترکر: یک دختر وجود داشت | فرشته         | فیلم کوتاه      |
| ۲۰۰۸ | قرقره تاریک                            | لورا          | بی‌اعتبار        |
| ۲۰۰۹ | تا خانه راه زیادی است                  | کریستین       | فیلم کوتاه      |
| ۲۰۱۰ | قانون سوم                              | بوآ           | فیلم کوتاه      |
| ۲۰۱۰ | در خواب من                             | پرستار بچه    |                 |
| ۲۰۱۱ | کارما                                  | پادما         | فیلم هندی تلوگو |
| ۲۰۱۱ | کنترل از دست دادن                      | کولی          |                 |
| ۲۰۱۲ | روز عروسی                              | جازمین        |                 |
| ۲۰۱۲ | و بگذار خدا بقیه را انجام دهد          | مگان          | فیلم کوتاه      |
| ۲۰۱۳ | از من عبور نکن                         | دی ویلیامز    |                 |
| ۲۰۱۴ | Cam2Cam                                | لوسی          |                 |
| ۲۰۱۶ | وحشی برای شب                           | پیچک          |                 |
| ۲۰۱۸ | قدرت بالاتر                            | هدر استیدمن   |                 |
| ۲۰۱۸ | قهرمان جوک بوکس                        | کیوا          |                 |

### تلویزیون
| سال                | عنوان        | نقش              | یادداشت  |
| ------------------ | ------------ | ---------------- | -------- |
| ۲۰۰۷               | گریز         | آنجی             | ۱ قسمت   |
| ۲۰۱۰               | خون واقعی    | آنه              | ۱ قسمت   |
| ۲۰۱۳               | وگاس         | کریستال          | ۱ قسمت   |
| ۲۰۱۵               | آکواریوم     | راشل             | ۲ قسمت   |
| ۲۰۱۵               | قتل در اول   | آلیسا            | ۵ قسمت   |
| ۲۰۱۵               | ریموند و لین | جید              | ۲ قسمت   |
| ۲۰۱۵ - در حال حاضر | جادوگران     | کیدی اورلاف-دیاز | نقش اصلی |